# Alexandros Panagoulis
Alexandros Panagoulis (Grieks: Αλέξανδρος Παναγούλης) (Glyfada, 2 juli 1939 – Athene, 1 mei 1976) was een Griekse politicus en dichter. Hij was een verzetsstrijder tegen het kolonelsregime (1967-1974) in Griekenland en werd beroemd door zijn aanslag op dictator Georgios Papadopoulos op 13 augustus 1968. Deze aanslag mislukte en Panagoulis werd opgepakt en gemarteld. Na het herstel van de democratie werd hij in het Griekse parlement gekozen als lid van de Centrum Unie.

## Biografie
Panagoulis werd geboren als tweede zoon van de legerofficier Vassilios Panagoulis en diens echtgenote Athena. Hij studeerde elektrotechniek aan de Nationale Technische Universiteit van Athene.
Vanaf zijn tienerjaren was Panagoulis actief in politieke jeugdbewegingen, waaronder de jeugdorganisatie van de Centrum Unie die geleid werd door Giorgos Papandreou (senior). Hij nam actief deel aan het verzet tegen het kolonelsregime, deserteerde uit het leger, en pleegde op 13 augustus 1968 een bomaanslag op Papadopoulos, die mislukte. Panagoulis moest op 3 november 1968 terechtstaan voor een militair gerechtshof en werd op 17 november 1968 samen met andere verzetsstrijders ter dood veroordeeld. Onder hevige internationale druk werd dit vonnis niet uitgevoerd maar omgezet in gevangenisstraf in de militaire gevangenis van Boiati. Na vier en een half jaar gevangenis, met langdurige perioden van fysieke en psychologische martelingen, werd hem gratie verleend.

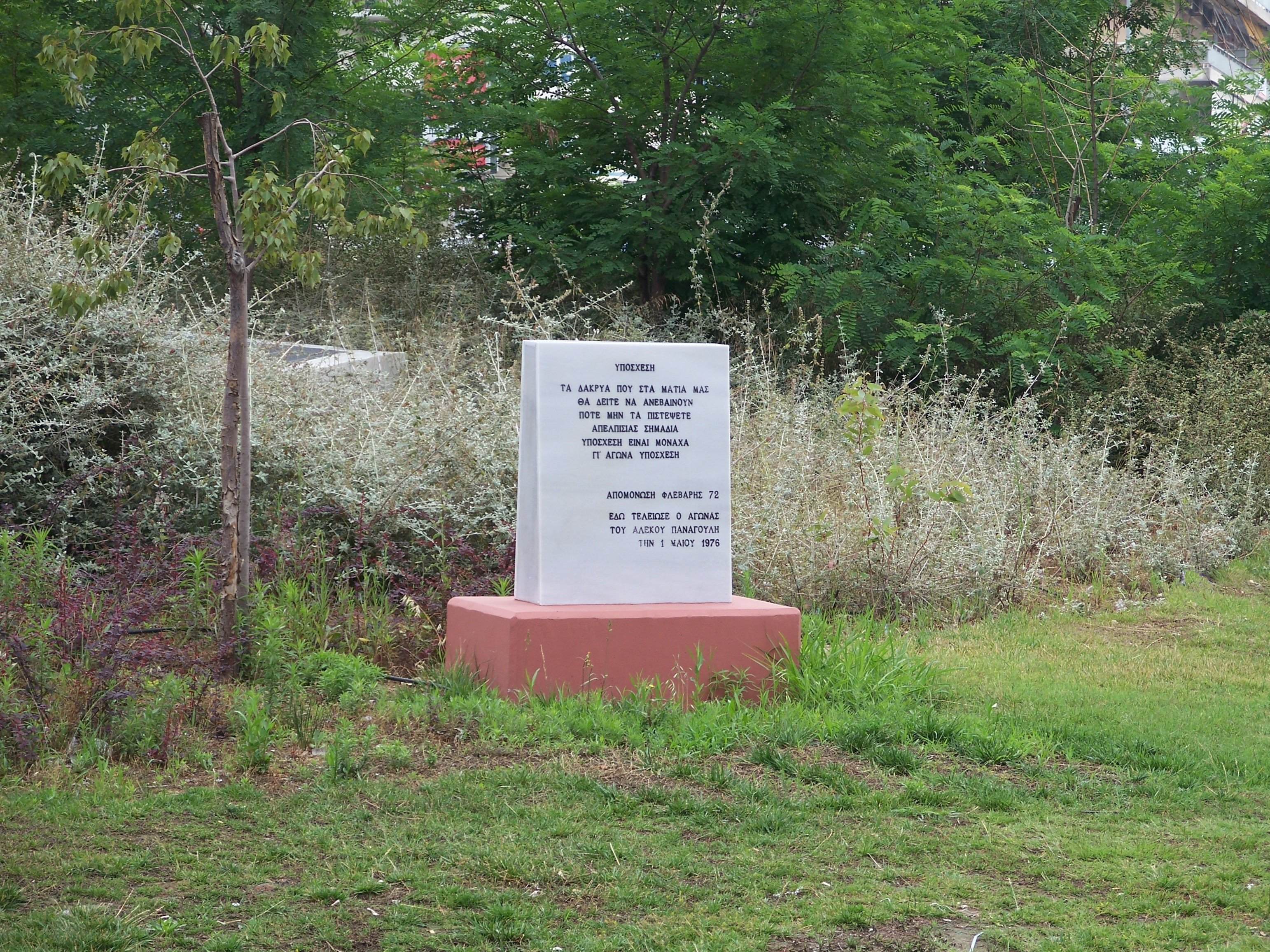
Gedenksteen op de plaats waar Panagoulis om het leven kwam bij een auto-ongeluk

In augustus 1973 vertrok Panagoulis naar Florence, voor een zichzelf opgelegde ballingschap. Deze periode bracht hij door met Oriana Fallaci, zijn partner die later ook zijn biograaf zou worden. Na het herstel van de democratie werd Panagoulis in 1974 verkozen tot parlementslid. Hij beschuldigde meerdere politici en ambtenaren van collaboratie met het kolonelsregime, onder wie minister van defensie Evangelos Averoff.
Panagoulis kwam op 36-jarige leeftijd onder verdachte omstandigheden om het leven bij een auto-ongeluk, twee dagen voordat hij documenten over de collaborateurs openbaar zou maken. De documenten zijn uiteindelijk niet gevonden.
- Bibliothèque nationale de France: cb13172370p (data)
- Gemeinsame Normdatei: 11891748X
- International Standard Name Identifier: 0000 0000 7859 8437
- Library of Congress Control Number: n84179658
- Nationale Bibliotheek van Israël: 987007279913605171
- Nederlandse Thesaurus van Auteursnamen: 068652070
- Système universitaire de documentation: 085800228
- Virtual International Authority File: 30335682
- WorldCat: E39PBJdCpxqtTwRDHBGCvdGmBP